# Eclissi solare del 16 marzo 1942
L'Eclissi solare del 16 marzo 1942 è stato un evento astronomico che ha avuto luogo il suddetto giorno attorno alle ore 23.37 UTC. Tale evento ha avuto luogo in alcune aree del Pacifico meridionale e dell'Antartide. L'eclissi del 16 marzo 1942 è stata la prima eclissi solare nel 1942 e la 97ª nel XX secolo. La precedente eclissi solare si è verificata il 21 settembre 1941, la seguente il 12 agosto 1942.
Il giorno della luna nuova (novilunio), la differenza tra le distanze apparenti di luna e sole osservate sulla terra è estremamente piccola. In tale momento, se la luna si trova in prossimità del nodo lunare, cioè uno dei due punti in cui la sua orbita interseca l'eclittica, si verifica un'eclissi solare. Quando vi è assenza di ombra e la penombra raggiunge parte dell'estremità settentrionale o meridionale della terra, si verifica un'eclissi solare parziale, che si verifica quindi presso le regioni polari della Terra.

## Percorso e visibilità
Questa eclissi solare parziale poteva essere vista in circa metà territorio antartico in prossimità del Pacifico e nella parte meridionale dell'oceano. Nei territori ad est della linea linea internazionale del cambio di data l'eclissi è registrata il 16 marzo, mentre ad ovest, in occidente, risulta avvenuta il 17 marzo.

## Eclissi correlate

### Eclissi solari 1939 - 1942
Questa eclissi è un membro di una serie semestrale. Un'eclissi in una serie semestrale di eclissi solari si ripete approssimativamente ogni 177 giorni e 4 ore (un semestre) in nodi alternati dell'orbita della Luna.